# Pressione media effettiva
La pressione media effettiva (pme) è il rapporto fra lavoro utile per ciclo e cilindrata; è un indice per confrontare le prestazioni di motori diversi.

## Descrizione
Su un piano p-v, rappresenta l'altezza di un rettangolo avente come base la cilindrata e per area il lavoro utile.
{\displaystyle pme={\frac {i\cdot P_{mot}}{n\cdot V}}}
dove la pme è in Pa, Pmot la potenza espressa in W, n la frequenza di rotazione in Hz, V la cilindrata in m3. Talvolta la si ritrova con un fattore "60" al numeratore quando la frequenza viene espressa nell'unità tecnica consueta dei giri al minuto per riconvertirla in Hertz mentre i è un coefficiente pari alla metà del numero di tempi del motore, quindi vale 2 per i motori a 4 tempi (1 ciclo utile ogni due rotazioni albero motore) e 1 per motori 2 tempi.
La pressione media effettiva è direttamente legata alla coppia motrice dalla seguente relazione: 
{\displaystyle pme={\frac {C\cdot 2\pi }{V}}\cdot i}
dove la pme è in Pa, la coppia in Nm, la cilindrata in m^3 e i è un coefficiente che vale 2 per i motori a 4 tempi e 1 per i motori a 2 tempi.
Un modo di aumentare la pme è costituito dalla sovralimentazione, che è uno dei metodi più comuni di aumentare la coppia dei motori a combustione interna.
Trattandosi di una grandezza riferita alla cilindrata, la pme è molto utilizzata per confrontare le prestazioni di motori di differente taglia. La pme di motori anche molto diversi fra loro come cilindrata, risulta infatti essenzialmente dipendente dal tipo di ciclo (Otto, Diesel) e dal livello di sovralimentazione.
La pressione media effettiva si differenzia dalla pressione media indicata in quanto tiene conto delle perdite meccaniche del motore, attraverso il rendimento organico:
{\displaystyle {\text{Rendimento organico}}\quad \eta _{o}={\frac {pme}{pmi}}}

## Valori di riferimento
Nella tabella seguente vengono riportati dei valori indicativi della pme, in base al campo d'impiego del motore. 
| Tipo di motore       | pme [MPa] | Tipo di motore         | pme [MPa] |
| -------------------- | --------- | ---------------------- | --------- |
| Motocicli            |           |                        |           |
| Otto 2 tempi         | 0,7÷1,0   | Otto 4 tempi           | 0,9÷1,1   |
| Gruppi mobili        |           |                        |           |
| Otto 2 tempi         | 0,6÷0,8   | Diesel 4 tempi         | 0,7÷0,9   |
| Autovetture          |           |                        |           |
| Otto 4 tempi         | 0,8÷1,4   | Diesel 4 tempi         | 0,7÷1,2   |
| Otto 4 tempi sovral. | 1,2÷2,2   | Diesel 4 tempi sovral. | 1,4÷2,4   |
| Trasporto stradale   |           |                        |           |
| Diesel 4 t. sovral.  | 1,1÷1,4   | Diesel 4 t. aspirato   | 0,7÷0,9   |
| Treni, imp. fissi    |           |                        |           |
| Diesel 4 t. sovral.  | 1,5÷2,2   |                        |           |
| Navi, imp. fissi     |           |                        |           |
| Diesel 2 t. sovral.  | 1,6÷1,8   |                        |           |